# Villarodin-Bourget
Pour les articles homonymes, voir Bourget.
Villarodin-Bourget est une commune française située dans le département de la Savoie, en région Auvergne-Rhône-Alpes.

## Géographie

### Localisation
La commune située en haute Maurienne sur les deux versants de la vallée de l’Arc à 3 kilomètres au nord-est de Modane se compose de deux villages principaux : Villarodin sur la rive gauche de l'Arc et Le Bourget sur sa rive droite.
|        | Pralognan-la-Vanoise | Aussois |
|        | Villarodin-Bourget   | Avrieux |
| Modane |                      |         |

### Habitat
Trois sites :
- le village de Villarodin situé à gauche de l’Arc à 1 200 m d’altitude. Chef-lieu de la commune ;
- le village du Bourget au Nord de l’Arc situé à 1 163 m d’altitude ;
- la station de sports d'hiver de La Norma dominant Villarodin à 1 359 m d’altitude.

La commune a également :
- deux hameaux d’altitude : Amodon (1 374 m) et Orgère (1 821 m) au nord du Bourget ;
- des chalets d’alpage : le Fournet, la Repose et le Mélezet.

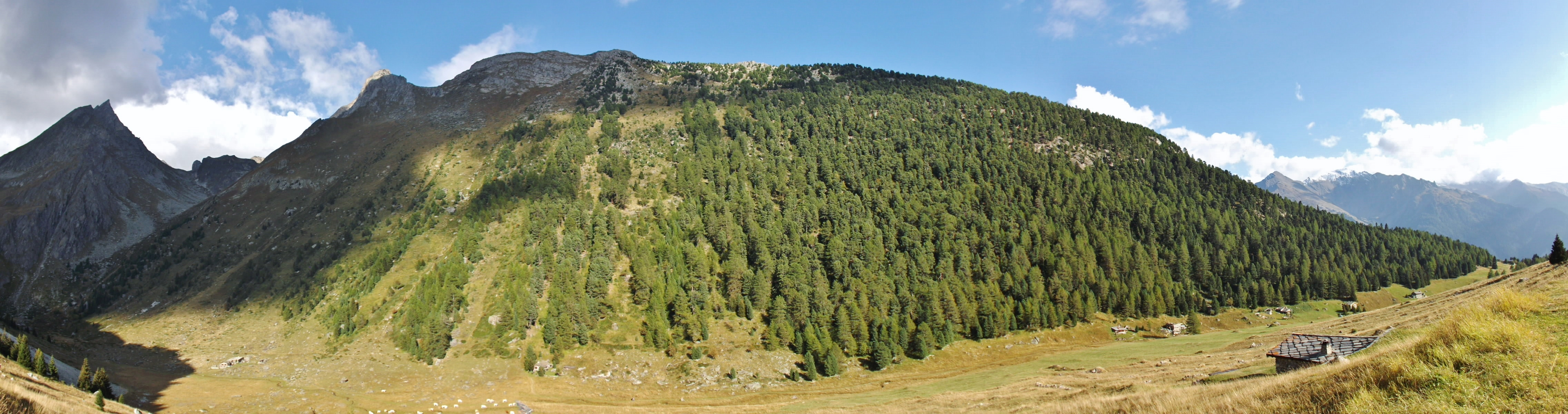
Panorama du vallon de l’Orgère, au nord du Bourget, à gauche le pic de l'Aiguille d'Oran (3041m).

### Climat
Villarodin-Bourget bénéficie d’un climat sec et ensoleillé. Ce climat se traduit par l’existence d’une végétation grandement sèche, mais qui est adaptée au manque d’eau avec moins de 800 mm de précipitations annuelles.

## Urbanisme

### Typologie
Au 1er janvier 2024, Villarodin-Bourget est catégorisée commune rurale à habitat dispersé, selon la nouvelle grille communale de densité à sept niveaux définie par l'Insee en 2022.
Elle est située hors unité urbaine. Par ailleurs la commune fait partie de l'aire d'attraction de Modane, dont elle est une commune de la couronne,. Cette aire, qui regroupe 6 communes, est catégorisée dans les aires de moins de 50 000 habitants,.

### Occupation des sols
L'occupation des sols de la commune, telle qu'elle ressort de la base de données européenne d’occupation biophysique des sols Corine Land Cover (CLC), est marquée par l'importance des forêts et milieux semi-naturels (95,7 % en 2018), en augmentation par rapport à 1990 (91,8 %). La répartition détaillée en 2018 est la suivante : espaces ouverts, sans ou avec peu de végétation (38,5 %), forêts (30,5 %), milieux à végétation arbustive et/ou herbacée (26,7 %), zones urbanisées (2,7 %), prairies (1,1 %), mines, décharges et chantiers (0,6 %).
L'IGN met par ailleurs à disposition un outil en ligne permettant de comparer l'évolution dans le temps de l'occupation des sols de la commune (ou de territoires à des échelles différentes). Plusieurs époques sont accessibles sous forme de cartes ou photos aériennes : la carte de Cassini (XVIIIe siècle), la carte d'état-major (1820-1866) et la période actuelle (1950 à aujourd'hui).

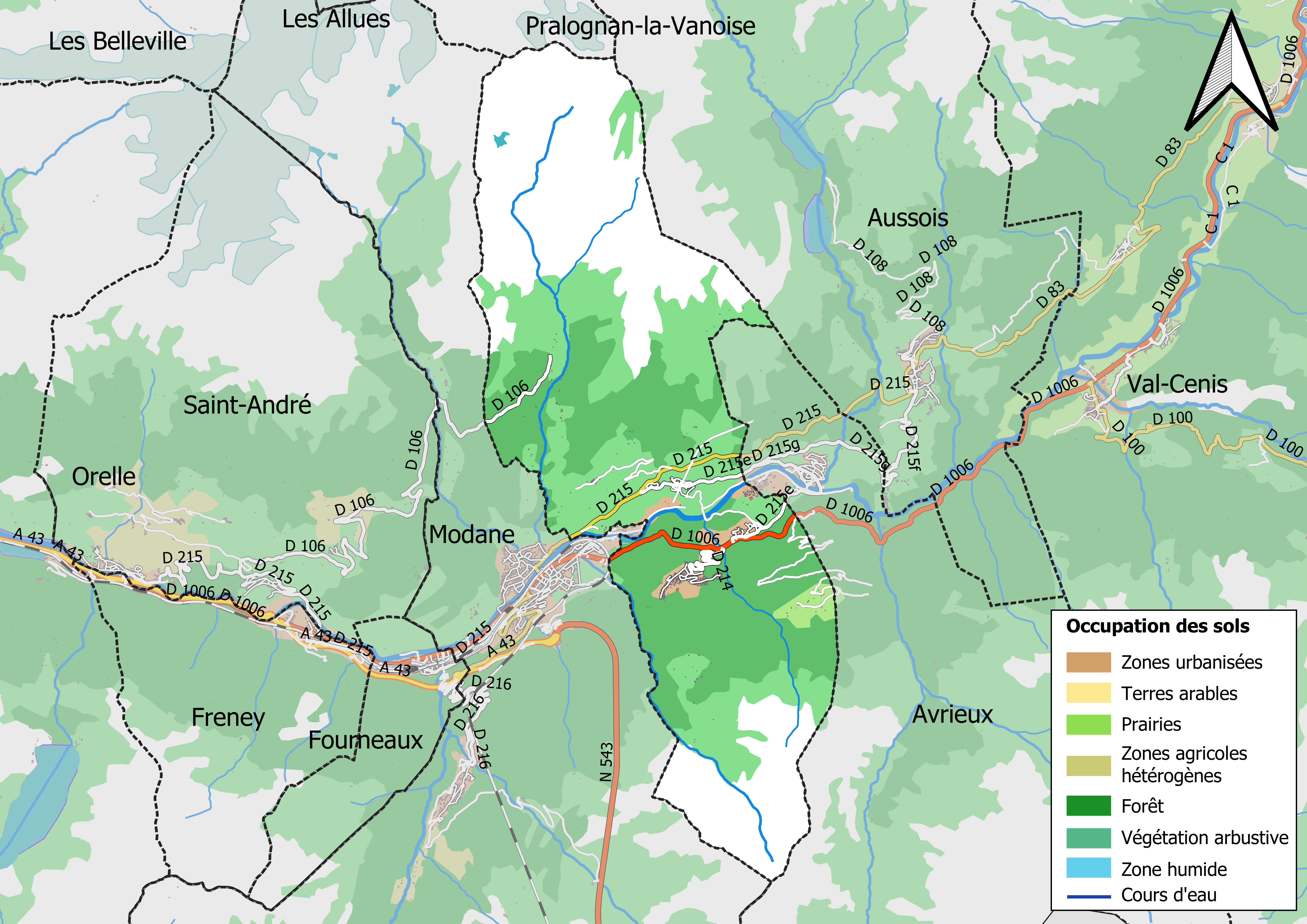
Carte des infrastructures et de l'occupation des sols en 2018 (CLC) de la commune.
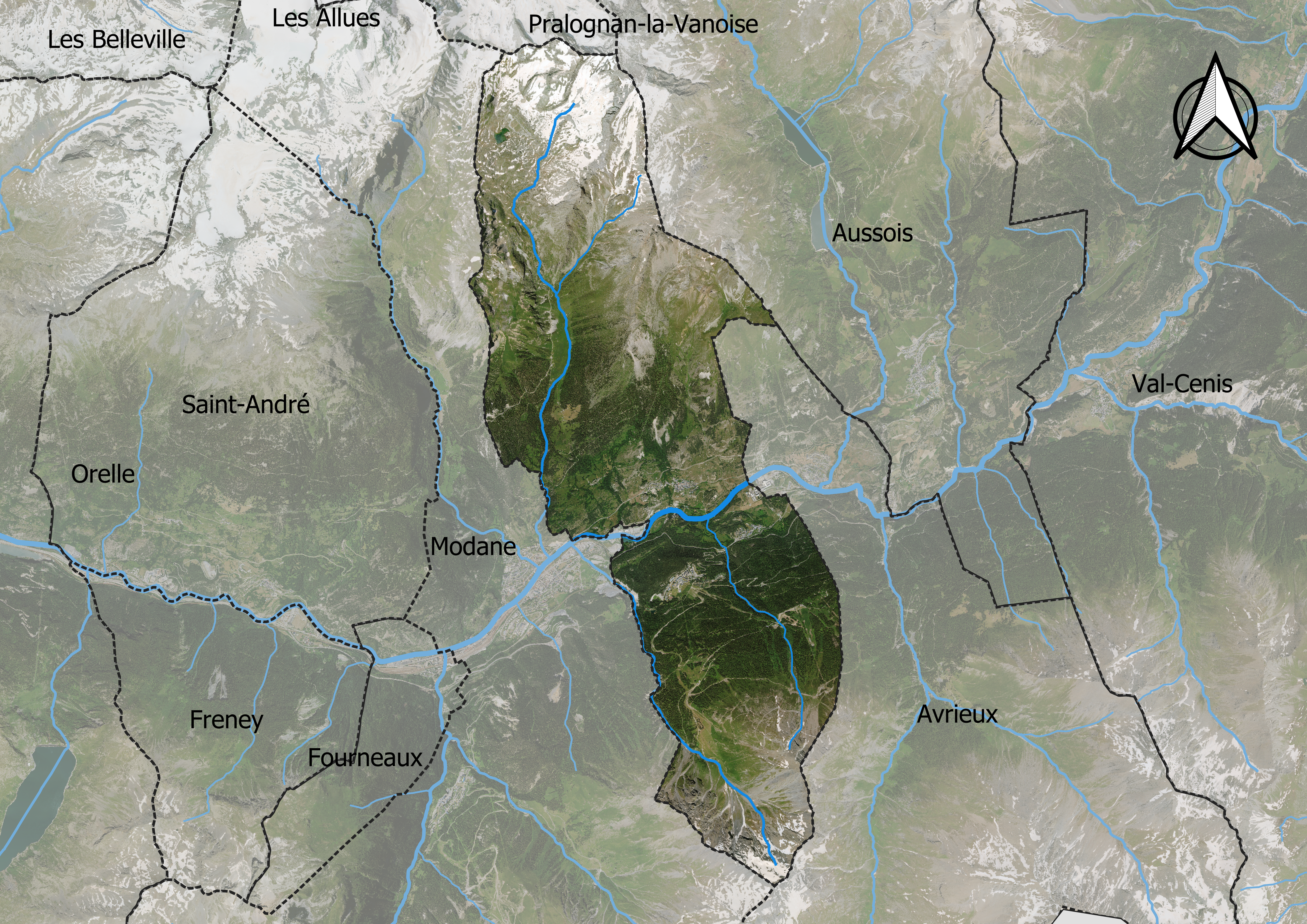
Carte orthophotogrammétrique de la commune.

## Toponymie
En francoprovençal, le nom de la commune s'écrit Vlârôdïn lô Bordzèt, selon la graphie de Conflans.

## Histoire

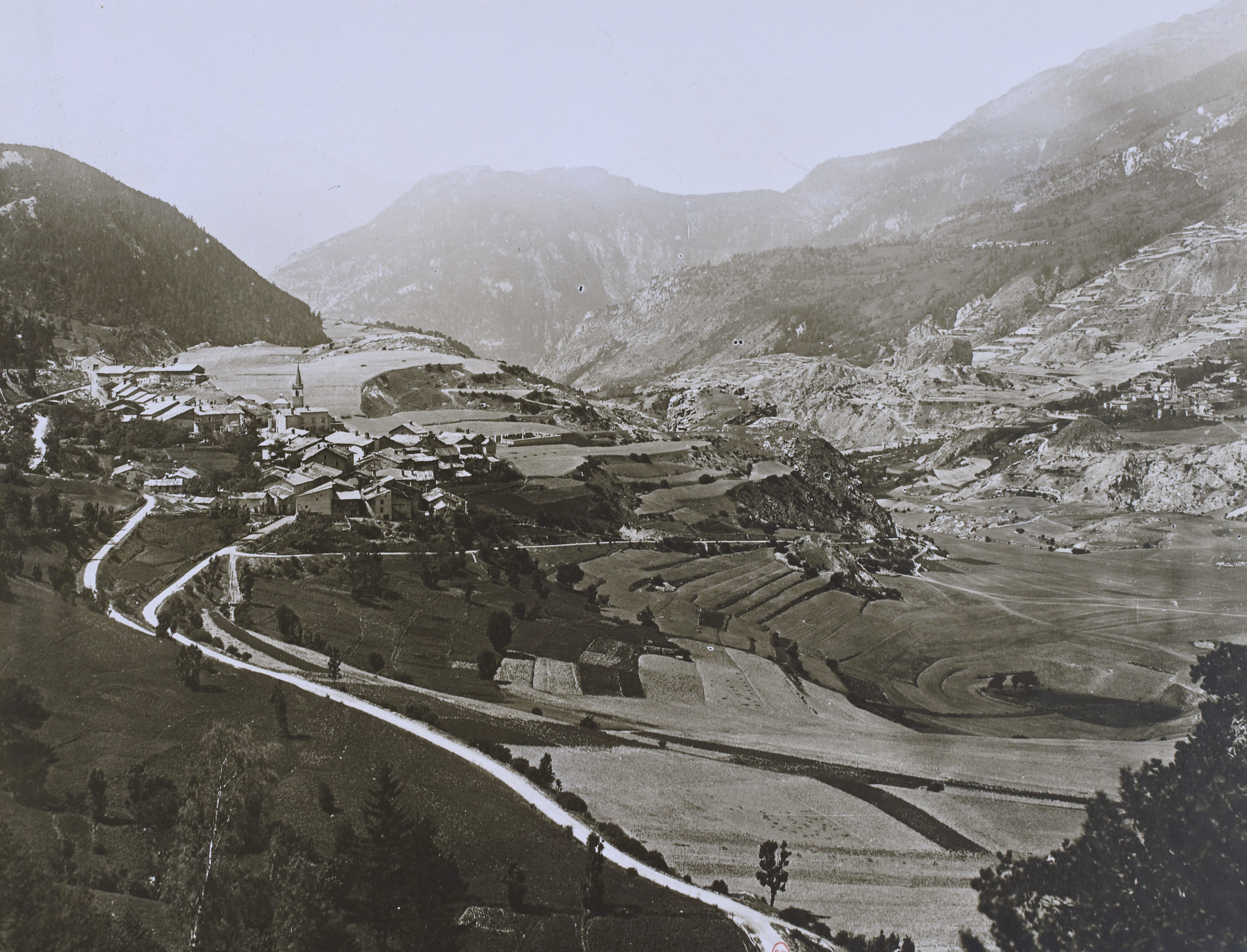
La commune vers 1920. (Villarodin est à gauche, Le Bourget est à droite de l'autre côté de la vallée).

Des trouvailles archéologiques prouvent que l’homme s’est très tôt installé sur la rive droite de l’Arc, du côté du Bourget. Il est attesté par la suite une présence romaine qui a laissé quelques monnaies. Le Bourget était située sur la route la mieux déneigée. Le développement de la commune se justifie en partie par le passage reliant la Maurienne à la vallée de Suse par le col du Mont-Cenis. Ce passage garda longtemps son importance et le Bourget est restée dans quelques récits de voyageurs.
La bulle pontificale de Lucius III, de l'année 1184, confirme la juridiction épiscopale de Maurienne sur dix-sept paroisses dont Le Bourget.
Jusqu’au XIIe siècle, l’histoire de Villarodin-Bourget demeure bien obscure. L’église de Villarodin dépendait de celle de la commune du Bourget et était desservie par un vicaire. Elle a pour patrons saint Julien et saint Ferréol. Bâtie en 1528, en 1631 on ajouta le chœur actuel avec son dôme et en 1666 le vestibule et les tribunes. L’église du Bourget, quant à elle dédiée à saint Pierre, fut construite en 1678. Elle a été restaurée en 1895. Elle comporte un clocher romain à arcatures lombardes, restauré en 1935.
Deux chapelles se situent à Villarodin. L’une dédiée saint Roch, à l'entrée de Villarodin construite en 1565 et restaurée en 1953. L’autre, dédiée à saint Sébastien, est un oratoire orné d’une statue en bois polychrome du XVIIe siècle.
Les territoires des villages de Bourget et Villarodin sont réunis pour la première fois sous la même entité juridique quand le duc de Savoie érige ces terres en comté pour Don Guido-Maria Gaschi (1727-1804), le 19 mai 1775.
L’activité essentielle de la commune était alors l’agriculture. Les principales plantations étaient le seigle, les choux, le chanvre et la pomme de terre. On pratiquait aussi l’élevage. Quelques industries se développent à partir de la fin du XVIIIe siècle. Villarodin possède jusqu'au début du XXe siècle une chamoiserie (fabrication de peau de chamois).

## Politique et administration

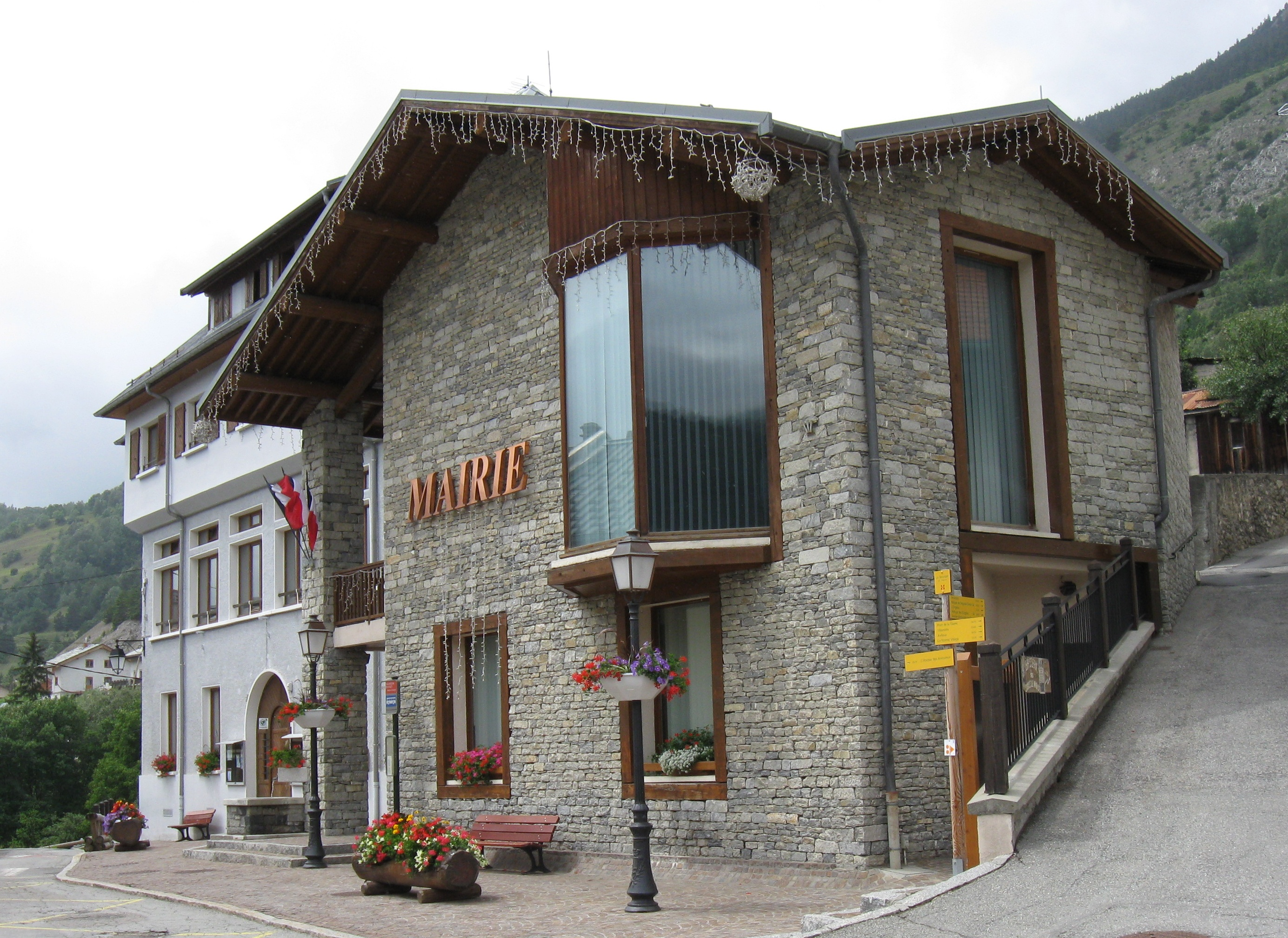
Mairie au Bourget.

Villarodin-Bourget est une des 20 communes du canton de Modane.

### Liste des maires
| Période                                  | Période   | Identité         | Étiquette | Qualité         |
| ---------------------------------------- | --------- | ---------------- | --------- | --------------- |
| Les données manquantes sont à compléter. |           |                  |           |                 |
| mars 2001                                | mars 2008 | Henri Ratel      | DVD       |                 |
| mars 2008                                | En cours  | Gilles Margueron | DVD       | Moniteur de ski |

## Population et société

### Démographie
L'évolution du nombre d'habitants est connue à travers les recensements de la population effectués dans la commune depuis 1793. Pour les communes de moins de 10 000 habitants, une enquête de recensement portant sur toute la population est réalisée tous les cinq ans, les populations de référence des années intermédiaires étant quant à elles estimées par interpolation ou extrapolation. Pour la commune, le premier recensement exhaustif entrant dans le cadre du nouveau dispositif a été réalisé en 2007.

En 2022, la commune comptait 511 habitants, en évolution de −2,67 % par rapport à 2016 (Savoie : +3,63 %, France hors Mayotte : +2,11 %).
| 1793 | 1800 | 1806 | 1822 | 1838 | 1848 | 1858 | 1861 | 1866 |
| ---- | ---- | ---- | ---- | ---- | ---- | ---- | ---- | ---- |
| 407  | 300  | 484  | 508  | 504  | 508  | 505  | 512  | 519  |

| 1872 | 1876 | 1881 | 1886 | 1891 | 1896 | 1901 | 1906 | 1911 |
| ---- | ---- | ---- | ---- | ---- | ---- | ---- | ---- | ---- |
| 533  | 536  | 553  | 551  | 547  | 506  | 513  | 517  | 460  |

| 1921 | 1926 | 1931 | 1936 | 1946 | 1954 | 1962 | 1968 | 1975 |
| ---- | ---- | ---- | ---- | ---- | ---- | ---- | ---- | ---- |
| 423  | 505  | 504  | 527  | 494  | 501  | 516  | 765  | 399  |

| 1982 | 1990 | 1999 | 2006 | 2007 | 2012 | 2017 | 2022 | - |
| ---- | ---- | ---- | ---- | ---- | ---- | ---- | ---- | - |
| 467  | 514  | 501  | 478  | 475  | 505  | 529  | 511  | - |

La population reste stable entre 1936 et 1962 avec 500 habitants ; grâce à la construction du barrage du lac du Mont-Cenis et les travaux effectués par Électricité de France, la population a fortement augmenté entre 1962 et 1968 (accroissement supérieur à 48 %).
La fin des travaux et la fermeture de l’usine de Saint-Gobain en 1972 engendre une baisse de la population (inférieure à 366 habitants).
Grâce à la création de la station de ski de la Norma, aménagée à partir de 1970, il y a eu une augmentation d’activités économiques, ce qui a permis à la population de croitre (511 habitants).

## Économie

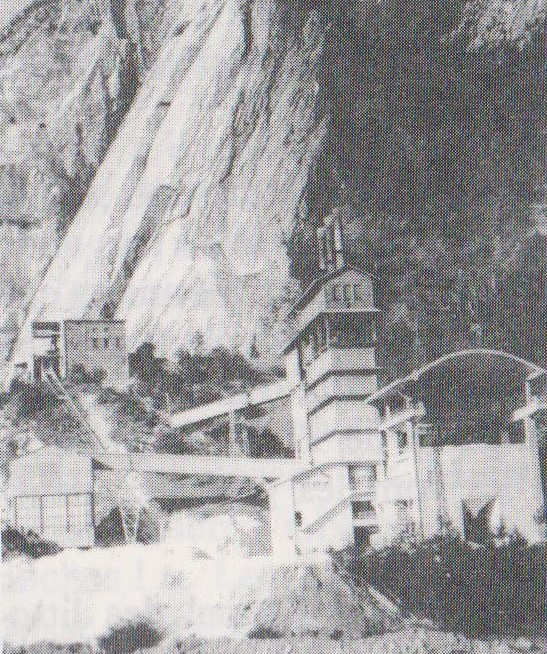
La carrière est en fait une mine dans la falaise. Le calcaire est traité sur place dans le four à chaux (à Saint-Martin-de-la-Porte).

### Industrie
Pendant un demi-siècle (1923-1972) cette commune a vécu pour une bonne part au rythme  de l'usine de carbure de calcium fondée par Saint-Gobain. Cette compagnie s'était assuré son propre approvisionnement énergétique par sa centrale hydroélectrique sur la proche commune d'Avrieux ; un facile raccordement de 3,2 km à la voie ferrée internationale ; proche également était sa carrière  de calcaire, transformé en chaux, de Saint-Martin-la-Porte. Si la vocation initiale  en 1917 conduisait à la valorisation du carbure pour la production d'explosifs en cyanamide calcique, cet atelier, finalement destiné à fournir des engrais,  n'a pas été rouvert après le bombardement allié de 1943 qui visait la proche gare internationale de Modane. En revanche, la production de carbure de calcium a connu un fort développement grâce un équipement en fours constamment modernisé et à d'importants gains de productivité : elle est passée de 12 300 tonnes en 1960 à 66 000 en 1971 dans le même temps où l'effectif se réduisait de 192 à 125 emplois ! La  maison-mère Saint-Gobain était un client privilégié dans son usine de Saint-Fons, en banlieue lyonnaise. La perte de l'autonomie énergétique  et donc de la rente associée du fait de la nationalisation de la centrale d'Avrieux a moins compté dans la décision de fermeture que l'obsolescence de la filière carbochimique : Saint-Gobain n'a pas manqué la reconversion à la pétrochimie mais à Château-Arnoux -Saint-Auban et à Lavéra. La société, qui  hébergeait partiellement sa main-d'œuvre dans une cité ouvrière, s'est efforcée de la réemployer partiellement dans ses autres établissements aux quatre coins de l'Hexagone.
La fermeture de Saint-Gobain n'a pas été compensée en termes d'emploi par la mise en service à la même date sur le territoire de la commune de la centrale hydroélectrique où sont turbinées les eaux en provenance du barrage du Mont-Cenis acheminées par un tunnel de 18 km et grossies au passage des apports de l'Ambin et du Saint-Anne sous une chute de 880 mètres. Sa puissance installée est de 360 MW ; la production qui peut atteindre annuellement 600 GWh alimente généralement le réseau italien de l'ENEL du fait de la proximité de la frontière dans le cadre d'un échange international.

## Culture locale et patrimoine

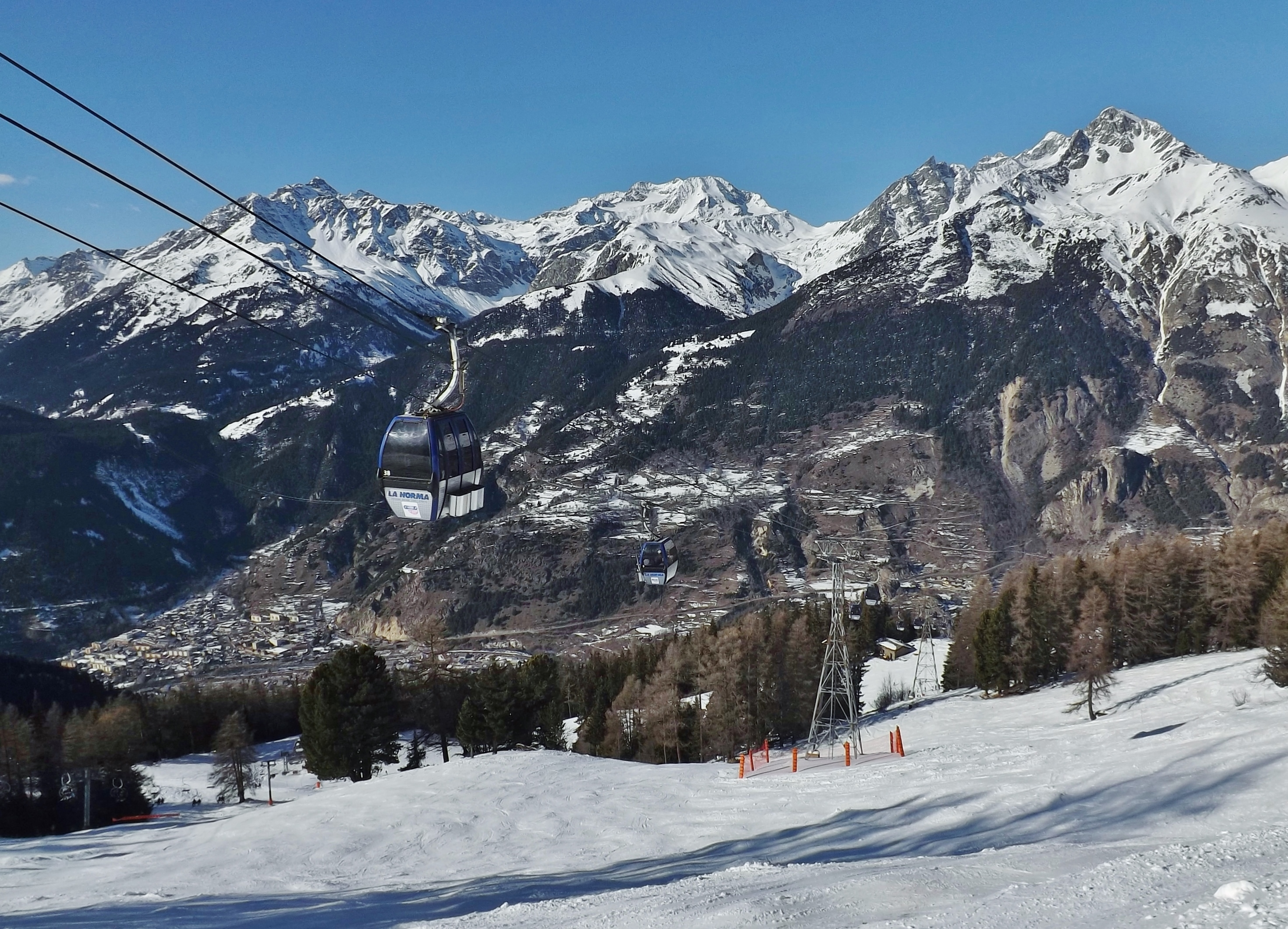
Télécabine de la station la Norma.

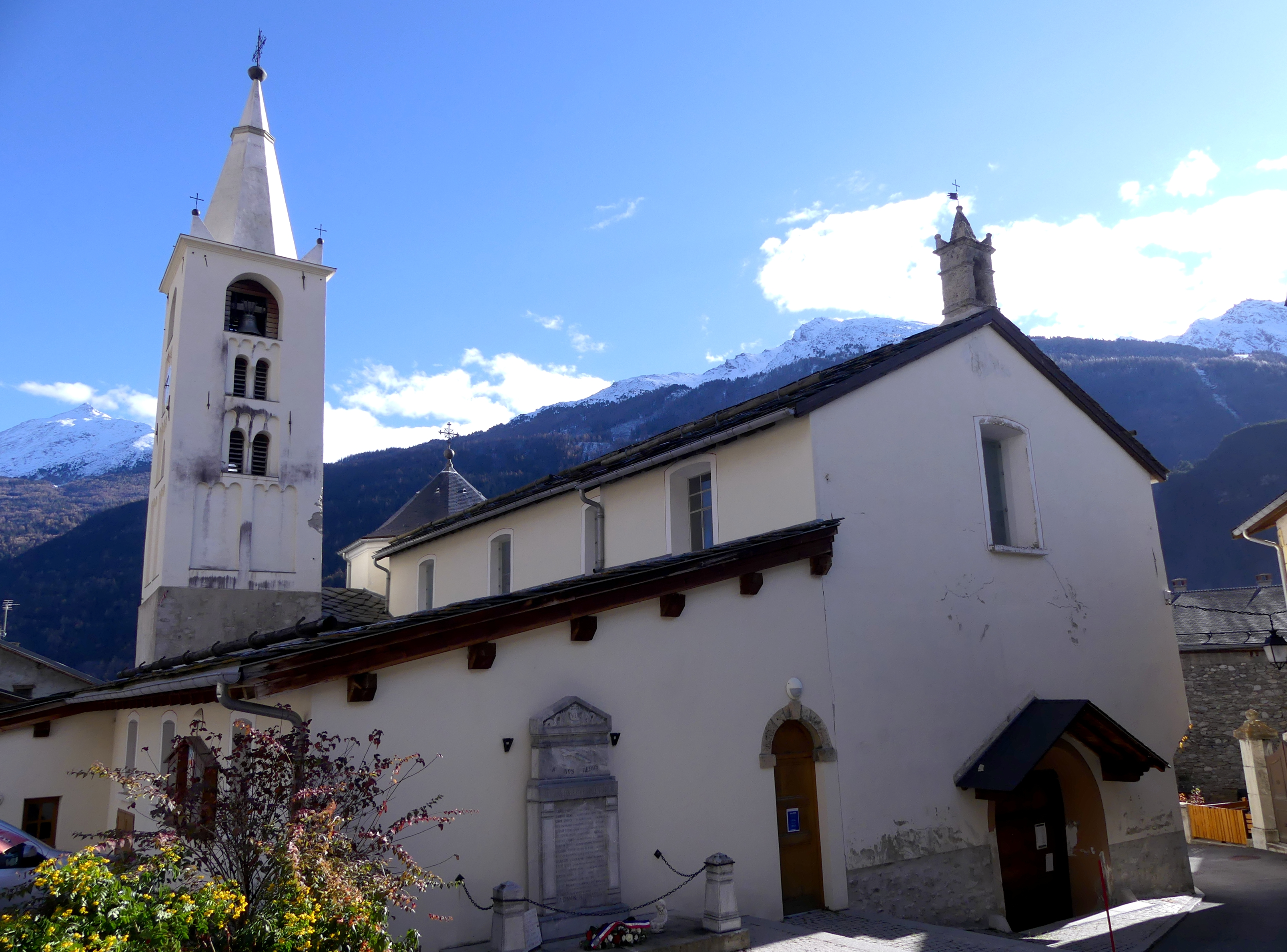
L'église Saint-Pierre du Bourget.

### Lieux et monuments
- L'église Saint-Pierre, située au Bourget, dans un style baroque, consacrée en 1678, puis restaurée

en 1895,  Classé MH (1984),.
- L'église Saint-Julien-et-Saint-Férréol, située à Villarodin, dans un style baroque, 1528, en 1631 (chœur et dôme)[18].
- Chapelle Saint-Roch (1565, restaurée en 1953), entrée de Villarodin.
- la chapelle Sainte-Marguerite à Amodon.
- Le sentier de découverte du vallon de L'Orgère.

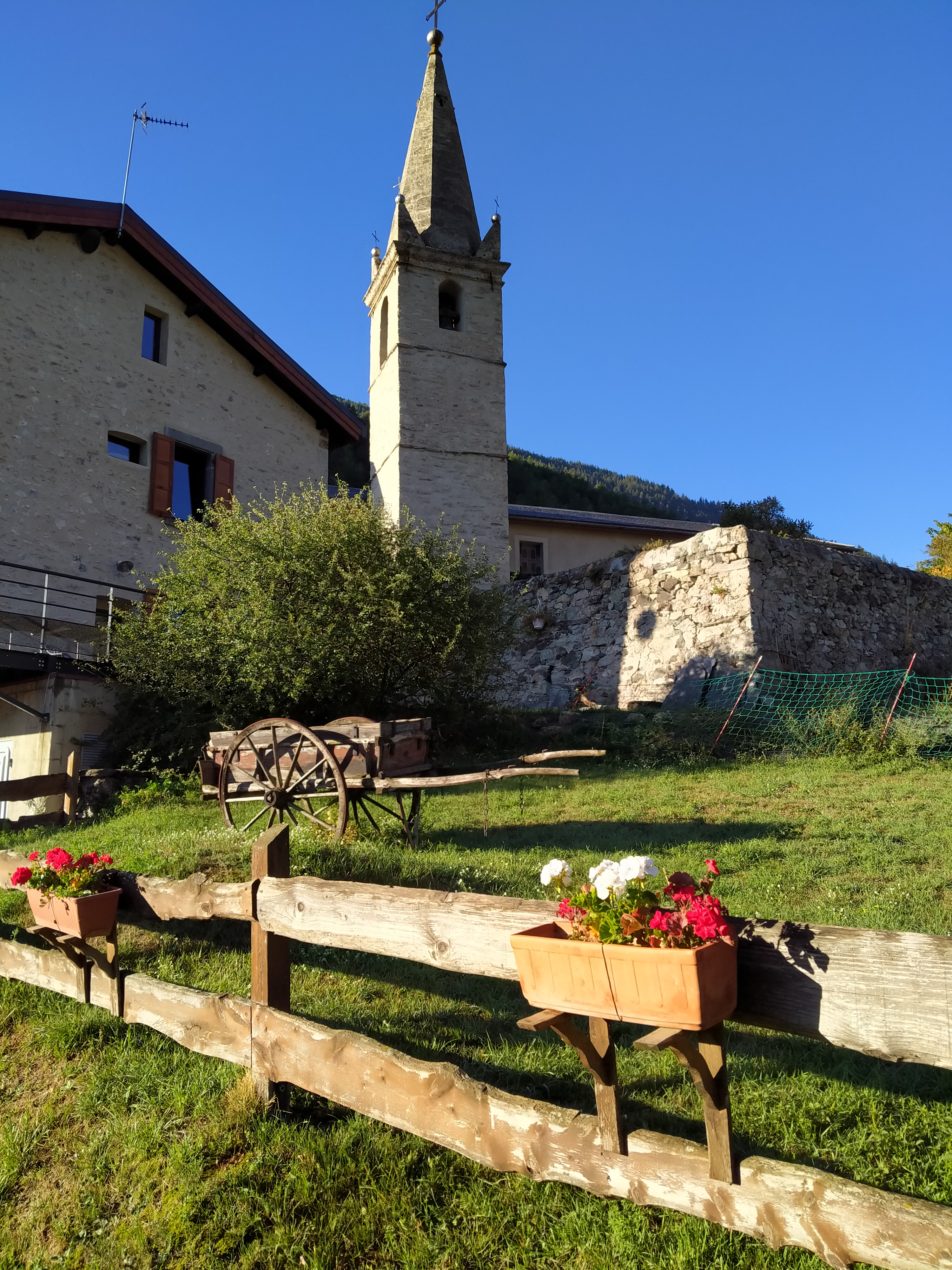
L'église Saint-Julien-et-Saint-Férréol.